# Wrights Crossroads
Wrights Crossroads es un área no incorporada ubicada en el condado de Kent en el estado estadounidense de Delaware.

## Geografía
Wrights Crossroads se encuentra ubicada en las coordenadas 39°9′6″N 75°43′49″O / 39.15167, -75.73028.